# Microplexia bicoloria
Microplexia bicoloria är en fjärilsart som beskrevs av Emilio Berio 1963. Microplexia bicoloria ingår i släktet Microplexia och familjen nattflyn. Inga underarter finns listade i Catalogue of Life.